# Kang Chang-gu
Kang Chang-gu (coreà: 강창구)  (Anseong, 1957 - Presó de Seül, 17 d'abril de 1990) va ser un assassí en sèrie i violador sud-coreà responsable d'haver matat sis dones vora Gongju del 1983 al 1987, a conseqüència d'unes creences que ell mateix va qualificar de misògines. Pres i condemnat a mort per aquests crims, finalment va ser penjat el 1990.

## Vida primerenca
Va néixer el 1957 a la ciutat d'Anseong, dins la província de Gyeonggi-do, però quan tenia a penes dos anys la família es va mudar a Gongju. Ell era el germà petit d'entre cinc i en perdre tots dos pares ben d'hora, va haver de tindre'n cura el seu germà gran, cosa que va dificultar-li la vida en aquesta primera etapa. Kang, que tenia estrabisme, coixejava en una cama a causa de la poliomielitis i va començar a patir atacs epilèptics en l'adolescència, sovint va ser rebutjat i assetjat pels companys de classe pel físic que tenia. El fet que les noies i més tard les dones el repudiessin obertament va fer-lo desenvolupar ressentiment envers les persones del dit gènere, que va esdevenir un desig pervers d'alliberar la ira violant i abusant de dones que no hi tenien res a veure. A la fi, va deixar els estudis i va passar a treballar com a fuster i perruquer per a guanyar-se diners tot sol. Abans dels assassinats, va passar dos anys i sis mesos a la presó per delictes com robatori, agressió, violació i obstrucció a la justícia.

## Assassinats
El 31 de juliol del 1983, Kang segava un camp en una vall prop del poble rural d'Useong-myeon quan es va trobar amb Hong, una mestressa de casa de 50 anys, que es rentava el coll collint aigua d'un petit estany amb una bufanda vermella. Ell se li va acostar per darrere, va mantenir-ne el cap sota l'aigua fins que es va desmaiar i va procedir a violar-la. Per tal de no descobrir el crim, va llençar la dona inconscient a l'estany i va deixar-la ofegar. Hom va trobar el cos nu de Hong pocs dies després, però com que era comú de patir un colp de calor al camp, es va considerar que havia estat una mort accidental —és a dir, no provocada— i es va oblidar ràpidament.
El 21 de febrer del 1984, Lee, de 51 anys, va sortir de casa seva a Naeheung-ri per tal d'assistir a un servei commemoratiu budista, però mai en va tornar. Se'n va trobar el cos uns dos mesos més tard a una carretera de muntanya, però l'autòpsia no va revelar cap trauma extern que indiqués que havia estat assassinada. El 19 d'agost del mateix any, Park Jeong-soon, de 21 anys, caminava per una carretera de muntanya prop d'Useong-myeon a plena llum del dia quan un home va aparèixer del bosc i va amenaçar de ferir-la amb una falç. Espantada, va acatar l'ordre de seguir-lo fins a un lloc aïllat entre els arbustos, on l'home va forçar-la. A més, l'agressor va tallar-la amb extrema violència, però no va poder matar-la gràcies a la seva ferotge resistència, que li va permetre escapar. Aquest atac es va relacionar al cap de poc amb la mort sospitosa de Lee de feia pocs mesos, cosa que va crear una aura de temor entre les dones que vivien a prop.
Després de l'atemptat fallit de matar Park, no es coneix cap més atac per part de Kang fins a l'agost del 1985, quan va violar i matar un turista de 21 anys, també anomenat Lee, que pretenia assistir a un servei budista. El cos va ser trobat pocs dies després, però les autoritats no van ser capaces d'establir la identitat de la difunta algun temps a causa de la greu descomposició del cos. El 29 de gener del 1987, la mestressa de casa Kim Jong-hee, de 47 anys, va abandonar casa seva a Useong-myeon per a visitar una ermita local, però com que no hi va tornar, les autoritats van escorcollar en va l'ermita i els turons dels voltants.
El 28 de febrer del 1987, Seo Jeong-sun, de 57 anys, va sortir per a anar a l'església als afores d'Useong-myeon; un testimoni va afirmar haver-la vist amb vida esperant a una parada d'autobús vora les 20 h. No va tornar mai més: passats tres dies, hom va trobar el seu cos, cobert de palla d'arròs, en un camí rural. Hi havia marques d'estrangulació al coll i li mancaven tant els mitjons com les calces, un indicador que havia estat violada. Per mor d'aquest assassinat, les autoritats van posar-se a reinvestigar les desaparicions anteriors i les morts sospitoses, i van començar a creure que estaven relacionades. Aquesta sospita es va confirmar amb la desaparició de Lee Juk-ja, de 47 anys, que regentava un carro de menjar a Useong-myeon, el 1r d'abril del mateix any. El cas va obligar la policia a dur a terme una operació de recerca, que els va conduir fins a la ubicació dels cossos de Kim i Lee Juk-ja.

## Investigació i detenció
Després del descobriment dels cossos de totes dues dones, es va formar un grup de treball d'uns 60 investigadors d'homicidis per tal de resoldre els casos. De la seva recerca, es va deduir que les sis víctimes eren dones que viatjaven soles, que van ser violades abans d'assassinades i que llurs cossos van ser abocats a turons o valls poc poblades. Com que els crims van tenir lloc en hores en què hi havia poca gent present, segurament l'autor coneixia bé la zona i els actes estaven motivats pel desig sexual. Per això, van interrogar diversos ex-condemnats que encaixaven amb el perfil, però no en van extreure res. Un monjo local va aportar-los una pista clau: sovint veia un home sospitós, un trigenari d'uns 1,65 m, que viatjava en els autobusos utilitzats habitualment pels pelegrins budistes, però que mai havia assistit a un servei d'aquesta mena.
Poc després, els investigadors van ser informats de l'agressió sexual del 1985 a una dona a Gongju, fet que els va induir a creure que l'atac no resolt del 1984 i els assassinats en sèrie devien haver estat comesos pel mateix delinqüent. Quan van aprofundir en el cas, van descobrir que la víctima havia pactat coses extrajudicialment amb l'agressor, que es va revelar que no era altre que Kang, que treballava com a perruquer a Gongju. Les autoritats el van considerar un sospitós plausible perquè s'assemblava molt al sospitós descrit pel monjo i van assaltar casa seva per a arrestar-lo. Kang no es va resistir a la detenció i simplement va afirmar amb calma que ell sabia que la policia vindria a atrapar-lo.

## Judici, empresonament i execució
Kang Chang-gu va ser jutjat pels crims que va cometre i concretament pels sis assassinats li van atribuir pena de mort. En el judici, va expressar remordiment per aquestes accions i va plorar en anunciar-se el veredicte. Mentre esperava l'execució a la Presó de Seül a Uiwang, es va convertir al catolicisme. El 17 d'abril del 1990, Kang era un dels nou criminals violents a penjar; ell i d'altres es van oferir a donar els ulls i els ronyons a la ciència com a senyal de penitència.